# Mittelbehörde
Eine Mittelbehörde ist eine Behörde, die in einem dreistufigen Behördenaufbau zwischen der obersten Behörde (Ministerium) und der Unterbehörde (Landratsamt, Finanzamt) angeordnet ist.
Pierer’s Universal-Lexikon von 1860 gibt als Definition an, die Mittelbehörde sei eine „Behörde, welche zwischen der Ober- u. Niederbehörde als zweite Instanz mitten inne steht, […]“
Gesetzlich wird der Rechtsbegriff nicht definiert, sondern vorausgesetzt, so z. B. in § 49 Verordnung über die Laufbahn, Ausbildung und Prüfung für den höheren technischen Verwaltungsdienst des Bundes.
In den deutschen Bundesländern sind die Regierungspräsidien und Oberfinanzdirektionen bzw. Landesämter für Steuern Mittelbehörden.
Auch die in einigen Bundesländern bestehenden Landesverwaltungsämter (z. B. das Thüringer Landesverwaltungsamt) zählen zu den Mittelbehörden. Bis zu ihrer Abschaffung am 1. März 2012 waren auch die drei Landesdirektionen in Sachsen Mittelbehörden. Diese Rolle wird jetzt von der Landesdirektion Sachsen übernommen.